# Luis Miguel López Beltrán
Luis Miguel López Beltrán (València, 11 de gener de 1975) és un futbolista valencià, que ocupa la posició de defensa.

## Trajectòria
Comença a destacar al filial del València CF. A la campanya 96/97 debuta amb els de Mestalla a primera divisió. Després de passar la 97/98 al València B, marxa a l'altre equip important de la ciutat, del Llevant UE, amb qui ascendeix a Segona Divisió.
La temporada 99/00, amb el Llevant a la categoria d'argent, disputa 28 partits i marca un gol. L'estiu del 2000 fitxa pel Real Jaén. Amb l'equip andalús és titular a Segona Divisió, amb qui participa en 68 partits en dues temporades, que culminen amb el descens a Segona B el 2002.
Entre 2002 i 2004 milita al Logroñés. La temporada 04/05 fitxa pel Nàstic de Tarragona, i l'any següent retorna al País Valencià per militar al Borriana, encara que finalitza la temporada a l'Almansa. El 2006 fitxa per l'Ontinyent CF.